# Задарська угода (1358)
Задарська угода, Задарський мир (хорв. Zadarski mir) — мирна угода між Венеційською республікою та угорсько-хорватським королем Лайошем I, яка була підписана 18 лютого 1358 року в Монастирі святого Франциска Ассізького у місті Задар.

## Наслідки
Відповідно до угоди Венеційська республіка відмовилася від прав на Далмацію, а угорська армія покинула її володіння на річках П'яве та Брента. Венеція віддала свої володіння у Далмації, від Кварнерської до Которської затоки, але утримала за собою узбережжя Істрії та регіону Тревізо. Ця угода стала початком піднесення Рагузької республіки як незалежної та багатої торгової держави. 27 червня 1358 між рагузським архієпископом Джованні Саракою та Лайошем I були погоджені конкретні форми влади угорського короля над Рагузою. Сюзеренітет Угорського королівства, яке практично не мало флоту, був чисто номінальним, а вся повнота влади у місті перейшла до місцевого нобілітету.
Внаслідок мирної угоди дож Венеційської республіки також скасував будь-які згадки про Далмацію у своєму титулі.